# Campeonato Capixaba Série B 2020
In 2020 werd het 36ste Campeonato Capixaba Série B gespeeld voor voetbalclubs uit de Braziliaanse staat Espírito Santo. De competitie werd georganiseerd door de FES en werd gespeeld van 29 februari tot 22 november. Op 17 maart werd de competitie stilgelegd door de coronacrisis in Brazilië en pas hervat op 17 oktober. Vilavelhense werd kampioen. 
Sport, dat vorig jaar in Colatina speelde, keerde dit jaar terug naar Serra. 

## Eerste fase
| Plaats | Club         | Wed. | W | G | V | Saldo | Ptn. |
| ------ | ------------ | ---- | - | - | - | ----- | ---- |
| 1.     | Pinheiros    | 8    | 8 | 0 | 0 | 21:2  | 24   |
| 2.     | Vilavelhense | 8    | 4 | 0 | 4 | 10:8  | 12   |
| 3.     | Capixaba     | 8    | 2 | 3 | 3 | 11:11 | 9    |
| 4.     | ESSE (1)     | 8    | 2 | 2 | 4 | 7:13  | 5    |
| 5.     | Sport (1)    | 8    | 1 | 1 | 6 | 4:45  | 1    |

(1): ESSE en Sport kregen drie strafpunten voor het opstellen van een niet-speelgerechtigde speler. 
|  | Geplaatst voor tweede fase |

## Tweede fase
In geval van gelijkspel gaat de club met het beste resultaat uit de competitie door.
|  | halve finale | halve finale | halve finale | halve finale |  |              | finale | finale | finale | finale |
|  |              |              |              |              |  |              |        |        |        |        |
|  |              |              |              |              |  |              |        |        |        |        |
|  | Pinheiros    | 0            | 3            | 3            |  |              |        |        |        |        |
|  | ESSE         | 1            | 2            | 3            |  |              |        |        |        |        |
|  |              |              |              |              |  | Pinheiros    | 0      | 0      | 0      |        |
|  |              |              |              |              |  | Vilavelhense | 2      | 2      | 4      |        |
|  | Vilavelhense | 0            | 1            | 1            |  |              |        |        |        |        |
|  | Capixaba     | 1            | 0            | 1            |  |              |        |        |        |        |

## Kampioen
| Campeonato Capixaba de 2020 - série B |
| Espírito Santo                        |
| ------------------------------------- |
| VILAVELHENSE Kampioen (2° titel)      |